# 2009년 부천국제판타스틱영화제
제13회 부천국제판타스틱영화제는 2009년 7월에 개최된 영화제이다. 경기도 부천시 복사골 문화센터, 시청, 시민회관 외에서 개최되었다.

## 수상 및 후보

### 작품상(장편)
- 포비든 도어 - 조코 안와르 수상

### 여우주연상(장편)
- 마카브르 - 샤리파 다니시 수상

### 남우주연상(장편)
- 폰티풀 - 스티븐 맥허티 수상

### 감독상(장편)
- 비스트 스토커 - 임초현 수상

### 푸르지오 관객상
- 이웃집 좀비 - 오영두 수상
- 이웃집 좀비 - 홍서백 수상
- 이웃집 좀비 - 류훈 수상
- 이웃집 좀비 - 장윤정 수상

### 심사위원 특별상(장편)
- 이웃집 좀비 - 오영두 수상
- 이웃집 좀비 - 홍서백 수상
- 이웃집 좀비 - 류훈 수상
- 이웃집 좀비 - 장윤정 수상

### 한국단편특별상
- 먼지 아이 - 정유미 수상

### 넷팩상
- 거기엔 래퍼가 없다 - 이리에 유우 수상

### 후지필름 이터나상
- 반드시 크게 들을 것 - 백승화 수상

### 심사위원상(단편)
- 죽음의 춤 - 페드로 피레 수상

### 관객상(단편)
- 살인의 막장 - 리처드 게일 수상

### 대상(단편)
- 살인의 막장 - 리처드 게일 수상

### 특별언급
- 하프웨이 - 기타가와 에리코 수상
- 미츠시마 히카리 수상
- 안도 사쿠라 수상
- 먼지 아이 - 정유미 수상
- 비스트 스토커 - 장가휘 수상

### EFFFF 아시아 영화상
- 초콜렛 - 프라챠 핀카엡 수상

### 부천 초이스(장편)
- 비스트 스토커 - 임초현
- 칠드런 - 톰 샹클랜드
- 영혼을 빌려드립니다 - 소피 바르트
- 포비든 도어 - 조코 안와르
- 인비테이션 온리 - 케빈 코
- 카이펙 머더 - 에스터 그로넨보른
- 마카브르 - 모 브라더스
- 마터스: 천국을 보는 눈 - 파스칼 로지에
- 이웃집 좀비 - 오영두 외 3명
- OSS 117: 리오 대작전 - 미셀 하자나비시우스
- 폰티풀 - 브루스 맥도널드
- 그림자 살인 - 박대민

### 부천 초이스(단편)
- 먼지 아이 - 정유미
- 살인의 막장 - 리처드 게일
- 속주패왕전 - 이혜영
- 인톡시컨트 - 존 수
- 죽음의 춤 - 페드로 피레
- 할머니 - 마시모 알리 모하마드
- 검은 선 - 김진원
- 대권총 - 오하타 하지메
- 러브 - 크리스티안 솔리메노
- 예의바른 살인범과의 인터뷰 - 전병덕
- 완전고용 - 토머스 오벨리스
- 종점 - 최차원

### 금지구역
- 데드 스노우 - 토미 위르콜라
- 아메리카 70 섹스 천국 - 매튜 카우프만 외 1명
- 미트그라인더: 인육국수 - 티와 모에이타이송
- 포르노 갱의 삶과 죽음 - 믈라덴 죠르예빅
- V 소녀 대 F 소녀 - 니시무라 요시히로

### 판타스틱 단편 걸작선
- 내 친구 몬스터 - 클라우디아 뢰틀린
- 소년의 새벽 - 지오지아 파리나
- 헤이 - 가이 벤 쉐트리
- 매직 박스 - 청 시아오보
- 원숭이와 거북이 - 록스리
- 털보 괴물과 상상 토끼 - 니키 리아노스
- 여행자 - 우쉬덴 머레이
- 지갑 - 요한나 이크스
- Unbelievable 4 - 신석원 외 2명
- 2000 - 안드레이 파우노프
- 쇼핑센터 - 요하네스 뮌징 외 1명
- The End - 이재우
- 굿맨 - 김동희
- 할머니의 홈그라운드 - 정찬미 외 2명
- 송한나 - 이우정
- 유쾌한 도우미 - 구혜선
- 두 아이 - 정재영
- 어사일럼 - 프란체스코 에르바
- 맛있게 드세요 - 에두아르도 칸토
- 엄마 - 안드레스 무시에티
- 초상화 - 루실라 라스 에라스
- 홈즈의 방 - 파샤 샤피로 외 1명

### 사랑이 넘치는 밥상
- 다비드 마시안
- 집에서 길을 잃다 - 그랜트 메이저
- 고기 도시 - 정경록
- 바그다드의 하루 - 마수드 바크시
- 베르니의 인형 애인 - 얀 J
- 공사장에서 생긴 일 - 카이사 네스
- 살인마 가족 - 카를레스 토렌스
- 프라하의 소년들 - 야렉 찬데라
- 레드 락 - 로돌프 보네
- 우리 집에 놀러 오세요 - 안국진
- 501 - 야스퍼 마인츠 안데르센
- 거기 누구없소? - 홀거 프릭
- 못 - 베네딕트 에르들링손
- 그의 이름은 트레버 - 김석환
- 락 닭 - 박인범
- 마지막 여행 - 에리히 스타이너
- 우아한 디너 - 켈리 앤 벤즈
- 플라토닉 펀치 바나나 - 오근태
- 한 밤의 꿈 - 페르난도 사라이바
- 거위도 난다 - 김형석
- 신비한 플랫폼의 소녀 - 홍종성
- 우측통행 - 양선우
- 관객과의 대화 - 노리플라이
- 게하라 - 타구치 키요타카
- 꼬마 영웅 소닉 - 나카시마 타카시
- 4컷만화 - 김명주
- 사실은 있잖아, 나한테 초능력이 있어 - 송광호
- 내 새가슴의 인플루엔자 - 황보임
- 고백 한 잔 - 윤성현
- 월세와 보증금 - 김대웅
- 호러 영화 - 피터 커쇼
- 돌 - 산드라 코폴라
- 말 좀 해봐 - 데이빗 오렐리
- 뽁뽁이 - 김도연
- 거짓말 - 임오정
- SF영화 - 허정
- 박쥐 - 데니스 투피코프
- 고래를 본 날 - 권오광
- 무료항공권 - 소재익
- 세인트 지미 - 정소영
- 사이드 이펙트 - 리즈 애덤스
- 남매의 집 - 조성희
- 잠복근무 - 이정욱
- 오시키 - 야니스 베슬레메스
- 파리, 사자들의 밤 - 그레고리 모랭
- 내 애인의 유령가족 - 사샤 하이알

### 월드 판타스틱 시네마
- 그레이스 - 폴 솔렛
- 나쁜 놈이 더 잘 잔다 - 권영철
- 내 이름은 브루스 - 브루스 캠벨
- 노도 - 엘리오 키로가
- 노르웨이의 숲 - 노진수
- 뉴 타운 킬러 - 리처드 잡슨
- 다크러브스토리 - 존 휴잇
- 베르수스 - 이아고 데 소토
- 불타는 내 마음 - 최원섭
- 블러디 쉐이크 - 김지용
- 빈얀 - 파브리스 두 웰즈
- 사무라이 어벤저 - 미츠다케 쿠란도
- 사우나 - 안티-주시 안닐라
- 산토스 - 니콜라스 로페즈
- 섹시 킬러 - 마구엘 마르티
- 수석 - 아미르 무하마드
- 실종 - 김성홍
- 왼편 마지막 집 - 데니스 일리아디스
- 인페스테이션 - 카일 랜킨
- 자살기도클럽 - 안드레아스 샤프
- 저녁의 게임 - 최위안
- 제너럴 루주의 개선 - 나카무라 요시히로
- 좀비 습격 - 밀란 콘제빅
- 초콜렛 - 프라챠 핀카엡
- 크라바트 - 마르코 크로이츠파인트너
- 폭력 행위 - 일 림
- 프롬 위딘 - 페든 파파마이클
- 하이 킥 걸 - 니시 후유히코
- 핸드폰 - 김한민
- 헐리웃과 맞장뜨기: 호주 B무비의 세계 - 마크 하틀리
- LVK - 필립 클레이든

### 스트레인지 오마쥬
- 러브 익스포져 - 소노 시온
- 바더 마인호프 - 박봄
- 벨라미 - 끌로드 샤브롤
- 삼각의 함정 - 이만희
- 성 공작자 2 - 구예도
- 야마가타 스크림 - 다케나카 나오토

### 오프 더 판타스틱
- 4월의 신부 - 히로키 류이치
- 갓 이즈 대 드 - 에이브러햄 림
- 거기엔 래퍼가 없다 - 이리에 유우
- 노웨어 맨 - 파트리스 토이
- 델리 6 - 라케이시 옴프라카시 메흐라
- 라미레즈 - 알베르트 아리차
- 모르피아 - 알렉세이 바라바노브
- 반드시 크게 들을 것 - 백승화
- 사랑과 죽음의 방정식 - 초보평
- 소년 메리켄사쿠 - 쿠도 칸쿠로
- 어웨이 데이즈 - 팻 홀든
- 우리에게 내일은 없다 - 타나다 유키
- 유리의 날 - 키릴 세레브렌니코프
- 유브라즈 - 수바시 가이
- 장기수 브론슨의 고백 - 니콜라스 윈딩 레픈
- 패션 - 마두르 반다카르
- 프라이드 - 카네코 슈스케
- 피쉬 스토리 - 나카무라 요시히로
- 하프웨이 - 기타가와 에리코

### 패밀리 판타
- 고잉 홈 - 제이슨 호프먼
- 나도 스타가 될거야 - 제이미 제이 존슨
- 볼케이노 트윈의 모험 - 조나단 킹
- 빌루 - 프리야다샨

### 애니 판타
- 교향시편 유레카 7 극장판 - 포켓이 무지개로 가득 - 쿄다 토모키
- 나루토 질풍전 극장판 3 - 불의 의지를 잇는 자 - 무라타 마사히코
- 명탐정 코난 극장판 13 - 칠흑의 추적자 - 야마모토 야스이치로
- 무사시 - 니시쿠보 미즈호
- 풍운결 - 단테 람

### 특별전- 판타스틱 감독백서:그들만의 뱀파이어
- 박쥐성의 무도회 - 로만 폴란스키
- 어둠의 딸들 - 해리 쿠멜
- 뱀파이어 - 토브 후퍼
- 로스트 보이 - 조엘 슈마허
- 박쥐 - 박찬욱

### 특별전- 주온 10주년
- 주온 - 비디오판 - 시미즈 다카시
- 주온 - 비디오판 2 - 시미즈 다카시
- 주온 - 극장판 - 시미즈 다카시
- 주온 - 극장판 2 - 시미즈 다카시

### 특별전- 여괴10년:여고괴담 전작전
- 여고괴담 - 박기형
- 여고괴담 2 - 김태용 외 1명
- 여고괴담 3 - 여우 계단 - 윤재연
- 여고괴담 4 - 목소리 - 최익환
- 여고괴담 5 - 이종용

### 특별전- 체코 SF 특별전
- 우주 끝으로의 여행 - 인드리치 폴락
- 카르파티아의 신비한 성 - 올드리치 립스키
- 못말리는 좀비들 - 마렉 도브스

### 특별전- '13'
- 13일의 금요일 - 숀 S. 커닝햄
- 지옥의 모텔 - 케빈 코너
- 사탄의 인형 - 톰 홀랜드

### 회고전- 에로틱스케이프:1980도시성애영화
- 우산 속의 세 여자 - 이두용
- 세번은 짧게 세번은 길게 - 김호선
- 자유 처녀 - 김기영
- 버려진 청춘 - 정소영
- 안개는 여자처럼 속삭인다 - 정지영
- 적도의 꽃 - 배창호
- 무릎과 무릎 사이 - 이장호
- 성야 - 신승수

### 회고전- 낭만도시:홍콩 제작사 D&B 특별전
- 범보 - 홍금보
- 지하정 - 관금붕
- 정노정전 - 얼퉁성
- 가을 날의 동화 - 장완정
- 삼인세계 - 승기연
- 타이거 케이지 - 특경도룡 - 원화평

### 오픈 시네 퍼레이드
- 케로로 더 무비: 드래곤 워리어 - 사토 준이치 외 1명
- 나의 판타스틱 데뷔작 - 가스 제닝스
- 피아노의 숲 - 코지마 마사유키